# Helia albirena
Helia albirena là một loài bướm đêm trong họ Erebidae.